# Mouromtsevo
Mouromtsevo (en russe : Му́ромцево) est un village de la région de Mourom et du raïon de Soudogda, dans l'Oblast de Vladimir.
Il se trouve à 3 km au sud-est du centre de la ville de Soudogda. Au recensement de 2021, il y avait 2 673 habitants dans le village.

## Histoire
La population du village était de 169 personnes en 1859.
En 1884, Vladimir Semionovitch Khrapovitski, colonel, hérite d'une propriété située dans le village. Il est actionnaire et administrateur d'une société qu'il crée et qui s'intéresse à la sylviculture, à la transformation et à la vente du bois. De 1892 à 1900 l'intérêt pour le domaine forestier amène sur place un scientifique allemand du nom de Karl Tiourmer (1824-1900) qui étudiera la sylviculture dans la région et mourra à Mouromtsevo le 23 septembre 1900.
Dans les années 1890 une ligne de chemin de fer est construite (de 46 km) qui relie Kovrov à Mourom pour pouvoir transporter le bois produit par la région.
En 1917 la famille de Vladimir Semionovitch Khrapovitski émigre en France et fait don de la propriété au pouvoir soviétique

## Château de Mouromtsevo

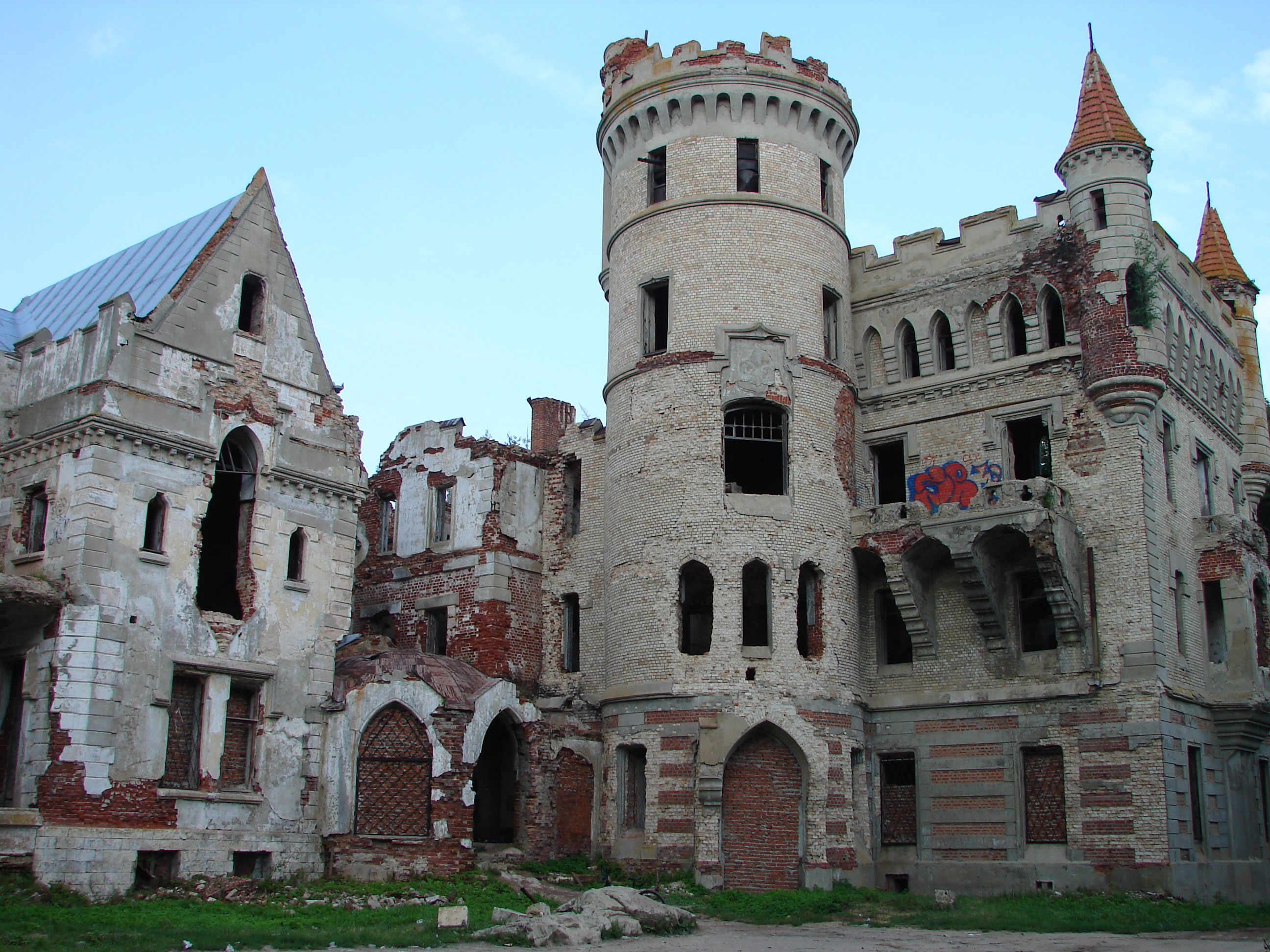
Propriété Khrapovitski

Le château a été construit entre 1884 et 1889, sur des plans de l'architecte moscovite Piotr Boïtsov, dans un style néogothique sur la propriété Khrapovitski. En 1889, une église est adjointe au domaine et est dédiée à Alexandra de Rome.
Il est probable que la propriété de Mouromtsevo était l'une des plus grandes de Russie constituée après la réforme de 1861,elle est aujourd'hui en ruine mais des projets de restauration sont en cours.